# Театр молодёжи и юного зрителя имени Бакен Кыдыкеевой
Государственный театр молодежи и юного зрителя имени Бакен Кыдыкеевой — киргизский республиканский театр юного зрителя, основанный в 1929 году в столице Киргизской ССР Фрунзе (после 1991 года — Бишкек). Закрывшийся в 1943 году, театр был вновь открыт в 1989-м. 
В настоящее время носит имя актрисы Бакен Кыдыкеевой, игравшей здесь в 1930-е годы.

## История
Киргизский ТЮЗ был создан в 1929 году, его главным режиссёром был Отунчу Сарбагишев. Репертуар театра по большей части состоял из так называемых «классовых пьес». Однако, в отличие от других драматических и музыкально-драматических театров Киргизии, в ТЮЗе, ориентировавшемся на юного зрителя, также ставились пьесы по мотивам народных сказок, малых эпосов и дастанов.
В 1936 году в театре появилась молодая актриса Бакен Кыдыкеева. В возрасте 14 лет она сыграла Лауренсию в спектакле по пьесе Лопе де Вега «Овечий источник».  
После смерти Отунчу Сарбагишева в 1943 году театр был закрыт, так как в военное время не нашлось человека, способного принять руководство. 

## Современная труппа
В 1989 году, через 46 лет после закрытия театра, была организована новая труппа с таким названием. В ней играли такие актёры, как народный артист СССР Капар Медебеков, народные артисты Киргизской ССР Бакирдин Алиев и Назира Мамбетова, киноактёр Болот Бейшеналиев и Чынар Калыбекова. Во второй половине 90-х годов на передний план вышло новое поколение артистов — Дария Кусеинова, Омурзак Токтомуратов, Гульмира Ташматова. В 2000-х годах в труппу пришли Руслан Курманалиев, Махабат Байгабылова, Э. Тагаева.
Вновь созданный Киргизский ТЮЗ поначалу придерживался эпико-сказочного направления; в репертуаре доминировали спектакли, созданные по мотивам киргизских эпосов («Эр Тёштюк» Ж. Садыкова, «Кыз Сайкал» Н. Жундубаевой). 
В 2000-е годы начали ставиться современные пьесы («Талант и судьба», «Чингиз и Бюбюсара», «Расстрел в Аксы или черные дни Боспиека», «Будь ты проклята, Жаныл Мырза-Саломея!» Ж. Кулмамбетова, «Я тоже хочу быть счастливой», «Надежда» Ч. Калыбековой).